# New Brunswick Confederation of Regions Party
Le New Brunswick Confederation of Regions Party était un parti politique de la province du Nouveau-Brunswick, au Canada. C'était la seule branche du Confederation of Regions Party of Canada à remporter des sièges. Il a occupé un statut officiel à l'Assemblée législative entre 1991 et 1995, avant de perdre tous ses sièges aux élections de 1999.

## Histoire

### Montée
À la fin des années 1980, le soutien au Parti progressiste-conservateur du premier ministre Richard Hatfield s'était effondré à cause des scandales de corruption au sein du gouvernement. De plus, de nombreux Néo-Brunswickois d'expression anglaise étaient mécontents de la promotion du bilinguisme officiel par le gouvernement.
Le CoR a promis d'abroger la Loi sur les langues officielles de 1969, qui rendait la langue française égale à l'anglais à des fins officielles à l'échelle de la province. Le CoR a proposé de fournir des services gouvernementaux en français uniquement dans les régions à forte population francophone. La population acadienne de langue française croyait qu'il s'agissait d'une politique anti-francophone, de sorte que le CoR n'avait aucun appui dans les régions à forte population francophone.
Lors des élections fédérales de 1988, le parti CoR a connu du succès au Nouveau-Brunswick. Le CoR a présenté des candidats dans sept des dix circonscriptions fédérales aux élections de 1988 et a remporté 4,3 % des voix dans la province.

### Formation
L'aile néo-brunswickoise du Confederation of Regions Party of Canada a été fondée en 1989. L'homme d'affaires de Miramichi Arch Pafford a été élu chef et l'ancien ministre du cabinet Hatfield Ed Allen est devenu un candidat du parti.

### Élection provinciale de 1991

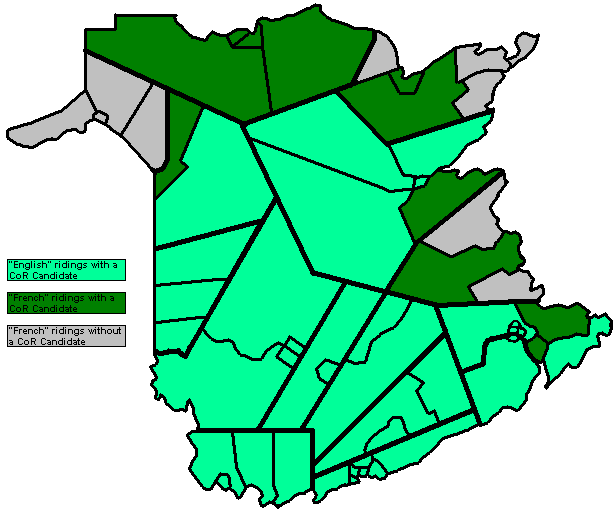
Circonscriptions avec des candidats du CoR aux élections de 1991

Le plus grand succès du parti est survenu aux élections provinciales de 1991 . Au début des élections, les libéraux provinciaux détenaient tous les sièges à l'Assemblée législative, mais de nombreux conservateurs, en particulier dans la région de Fredericton et dans les régions rurales du sud du Nouveau-Brunswick, étaient toujours en colère contre le Parti conservateur au sujet du bilinguisme. Le CoR a obtenu 21,04 % des voix (87 256 votes) et huit sièges malgré sa candidature dans seulement 48 des 58 circonscriptions.
Le parti a présenté des listes complètes dans les comtés de Northumberland, Westmorland et Victoria, qui ont des populations mixtes anglophones et acadiennes, et une liste complète dans le comté acadien mais bilingue de Restigouche. Le parti a également nommé un candidat dans le comté de Kent, deux dans le comté de Gloucester . Aucun candidat au CoR ne s'est présenté dans le comté unilingue français du Madawaska. Les progressistes-conservateurs, qui présentaient une liste complète de 58 candidats, n'ont obtenu que 20,7 % des voix.
Les élections de 1991 ont permis au parti Confederation of Regions de siéger en tant qu'opposition officielle, et leur succès a incité les politiciens en faveur du bilinguisme à enchâsser l'article 16.1 dans la Charte des droits afin de renforcer le bilinguisme du Nouveau-Brunswick. Cependant, le chef du CoR, Arch Pafford, n'a pas remporté son siège. Danny Cameron a été choisi comme leader par intérim.

### Divisions internes
Des divergences internes ont donné lieu à des querelles politiques au sein du CoR. Une rivalité s'est formée entre Cameron, qui était considéré comme un modéré au sein du parti, et son collègue député du CoR Brent Taylor, qui était considéré comme plus radical. Un an après l'élection de Cameron en tant que chef par intérim, l'exécutif, le président et le conseil du parti ont cherché à le destituer. Il a résisté. Le conseil du parti a ensuite organisé une course à la direction lors d'un congrès de 1992 à Campbellton, où Taylor a battu Cameron de justesse et est devenu chef du CoR, mais Cameron et ses partisans ont fait valoir que la course était illégale. Les partisans de Cameron ont ensuite pris le contrôle de la présidence du parti, permettant à Cameron de licencier une grande partie de l'exécutif et du conseil du parti. Les députés du CoR Brent Taylor et Bev Brine ont été expulsés du caucus en 1994 en raison de leur opposition continue à Cameron. Au cours de cette période, le nombre de membres du parti est passé de 20 000 à 5 000.
Cameron a choisi de démissionner de la direction pour tenter de régler les divisions internes affectant le parti. Tous les membres du parti ont été autorisés à voter dans la course qui a suivi. Le pro-Taylor Gary Ewart (pas un député en exercice) a été choisi plutôt que le pro-Cameron Greg Hargrove, mais ni Ewart ni le chef du caucus Ab Rector n'ont pu résoudre leurs différends avec les partisans de Cameron. Ewart a démissionné 23 jours plus tard.

### Élection provinciale de 1995
L'exécutif a élu Greg Hargrove chef à temps pour les élections de 1995. Aucun des membres du parti de l'Assemblée législative n'a été réélu en 1995 et le parti n'a reçu que 27 684 voix (7,1 % du vote populaire), les plaçant derrière les néo-démocrates.

### Élection provinciale de 1999
En 1999, les électeurs conservateurs étaient courtisés par la candidature de Bernard Lord, qui semblait prêt à ramener le parti au pouvoir après dix ans d'absence. Le parti Confederation of Region, désormais dirigée par Jim Webb, a encore reculé lors des élections provinciales de 1999 avec seulement 2 807 voix (0,7 % du total). Après l'élection, Colby Fraser, qui s'était présenté comme candidat fédéral pour le parti en 1988, a remplacé Webb comme chef.

### Dissolution
En 2001, le parti n'était guère plus que quelques fichiers informatiques dans le sous-sol de Fraser. À ce moment-là, Fraser a contacté les membres restants, qui ont voté pour dissoudre le parti. La dissolution a eu lieu officiellement le 31 mars 2002.

## Chefs
- Arch Pafford (1989-1991)
- Danny Cameron (1991-1992) (chef par intérim)
- Brent Taylor (1992) - L'élection de Taylor a ensuite été jugée illégale
- Danny Cameron (1992-1995)
- Ab Rector (1995) (chef par intérim)
- Gary Ewart (1995)
- Ab Rector (1995) (chef par intérim)
- Greg Hargrove (1995-1999)
- Jim Webb (1999)
- Colby Fraser (1999-2002)

## Membres de l'Assemblée législative du Nouveau-Brunswick
- Edwin G. Allen, Fredericton-Nord (1991-1995)
- Beverly Brine, Albert (1991-1994)
- Danny Cameron, York Sud (1991-1995) (chef)
- Greg Hargrove, York-Nord (1991-1995)
- Ab Recteur, Oromocto (1991-1995)
- Brent Taylor, Miramichi Sud -Ouest (1991-1994)
- Gordon Willden, Riverview (1991-1995)
- Max White, Sunbury (1991-1995)

## Résultats des élections
Le Parti du CoR a participé à trois élections générales, avec un succès décroissant. Bien qu'ils aient été exclus de la législature en 1995, ils se sont classés deuxièmes dans un certain nombre de circonscriptions alors qu'en 1999 ils se sont classés quatrièmes dans chaque circonscription où ils ont présenté un candidat.
| Élection | Sièges gagnés | Deuxième place | Troisième place | Quatrième place | Pas sur le bulletin de vote |
| 1991     | 8             | 18             | 17              | 5               | 10                          |
| 1995     | -             | 2              | 17              | 17              | 19                          |
| 1999     | -             | -              | -               | 18              | 37                          |

## Voir également